# Université Hongik
L'université Hongik (en hangeul 홍익대학교 ; hanja : 弘益大學校 ; romanisation : hongik dae hakgyo) souvent abrégé en Hongdae (홍대/弘大), est une université privée située dans l'arrondissement de Mapo-gu de Séoul.
Elle a été fondée le 25 avril 1946 sous le nom « Hongmun dae hakkwan » dans l'arrondissement de Yongsan-gu et ouvre le 27 juin de la même année. Elle ne prit son nom actuel qu'en 1947.
En 1955, elle est déplacée dans le quartier de Sangsu-dong (상수동) dans l'arrondissement Mapo-gu à Séoul.

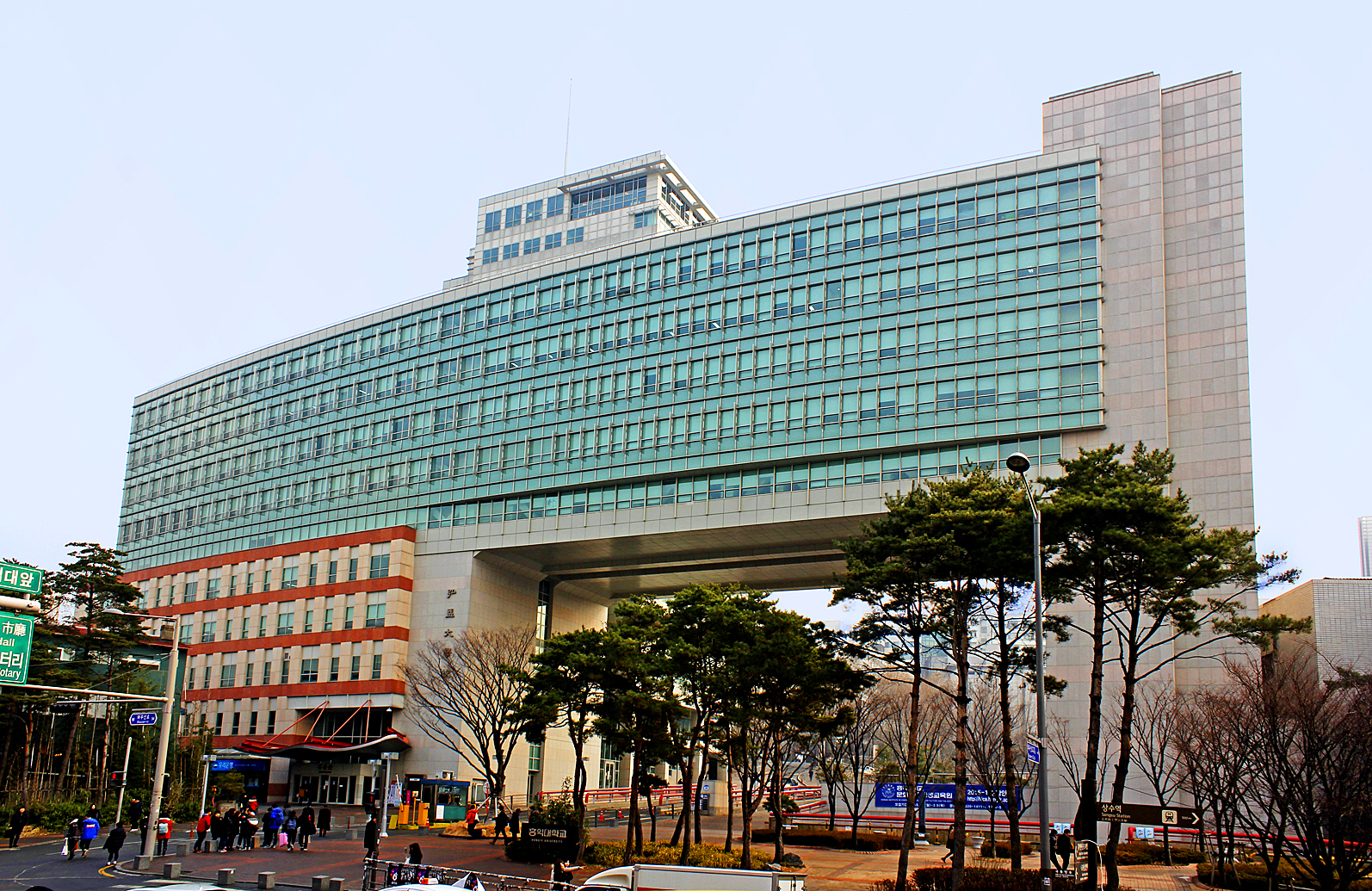
Entrée de l'université.

Elle est dotée d'un second campus à proximité de la ville nouvelle de Sejong depuis 1989.
En 2007, elle comptait 14 500 étudiants en licence et 2 600 étudiants en master.
Hongdae a donné son nom et son âme à son quartier, animé, et marqué par l'indépendance et la créativité. Haut lieu de la musique underground, le quartier est aussi connu pour ses nombreux festivals et ses concerts en pleine rue.